# Alpes de Ennstal
Os Alpes de Ennstal - Ennstaler Alpen em alemão - que tomam o nome do vale onde corre o rio Enns, é um maciço montanhoso que se encontram nas regiões de Estíria, e da  Alta Áustria, na Áustria. O ponto mais alto é o  Hochtor com 2.369 m.

## Localização
Os Alpes de Ennstal têm a Norte os Pré-Alpes da Alta Áustria, a Nordeste os Alpes de Ybbstal assim como os Alpes orientais-norte da Estíria, a Sudeste os Tauern de Seckau e os Tauern de Wölz e de Rottenmann dos Alpes de Tauern orientais, e finalmente a Oeste os Montes Totes.

## SOIUSA
A Subdivisão Orográfica Internacional Unificada do Sistema Alpino (SOIUSA) dividiu os Alpes em duas grandes Partes: Alpes Ocidentais e Alpes Orientais, separados pela linha formada pelo  Rio Reno - Passo de Spluga - Lago de Como - Lago de Lecco.
Os Alpes setentrionais da Estíria são formados pelos Alpes de Ennstal e os Alpes orientais-norte da Estíria.

### Classificação  SOIUSA
Segundo a SOIUSA este acidente geográfico é uma Sub-secção alpina com as seguintes características:
- Parte = Alpes Orientais
- Grande sector alpino = Alpes Orientais-Norte
- Secção alpina = Alpes setentrionais da Estíria
- Sub-secção alpina =  Alpes de Ennstal
- Código = II/B-26.I